# Нижний Батлух
Нижний Батлух — село, административный центр Батлухского сельсовета в Шамильском районе Дагестана.

## География
Селение Батлух расположено на севере Шамильского района на гребне горы с скальным утесом, находящейся у подножья Хунзахского плато и у начала Богосского хребта. Находится в 180 км юго-западней Махачкалы и в 6 км от райцентра Хебда.

## Население

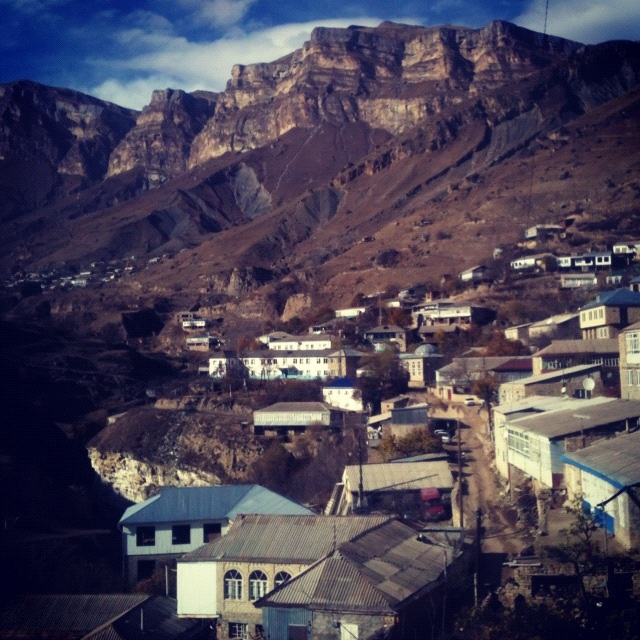
Одна из улиц села.

| 1888  | 1895  | 1926 | 1939 | 1970 | 1989  | 2002  |
| ----- | ----- | ---- | ---- | ---- | ----- | ----- |
| 572   | ↘571  | ↗577 | ↗654 | ↗768 | ↗1100 | ↗1653 |
| 2010  | 2021  |      |      |      |       |       |
| ↘1327 | ↗1885 |      |      |      |       |       |

## Достопримечательности
В селе находится мечеть, построенная, вероятно, впервые в 1565—1566 гг. и отреставрированная в 1838 году, знаменитая своим минаретом, достроенным в 1848 году. Этот минарет был заново отстроен в конце XIX века выдающимся зодчим по имени Таламухамад.